# Lo Boièr
Pour les articles homonymes, voir Bouvier et Laboureur (homonymie).
Clip vidéo
[vidéo] « Lo boièr - Le bouvier », sur YouTube
Lo Boièr (soit le laboureur en occitan) est une chanson traditionnelle occitane, une des plus connues d'Occitanie, notamment en Languedoc, Auvergne, et Provence.

## Historique
Cette chanson traditionnelle polyphonique occitane est une chanson de style médiévale chrétienne, aux origines inconnues. En effet, les premiers témoignages de cette chanson remontent à la fin du XVIII, et sa première fixation à l'écrit se fait en 1749 dans un manuscrit francoprovençal de Philibert Le Duc (Chansons et lettres patoises bressanes, bugeysiennes et dombistes) . Des versions avec effets d'échos acoustiques montagnards font référence à celui des hautes Pyrénées (à l'image entre autres de ceux des célèbres yodel et cor des Alpes des hautes Alpes autrichiennes et suisses...). 

## Reprise
Elle fait partie, avec le Se Canta, des chansons traditionnelles des pays occitans (notamment en Languedoc, Auvergne et Provence) les plus reprises par de nombreux interprètes et groupes de musique occitane, dont notamment Corou de Berra, Jean-Bernard Plantevin, André Ricros et Gacha Empega...

## Hymne cathare
Elle est revendiquée (sans fondement historique) comme « hymne cathare », entre autres par l'écrivain occitan Léon Cordes, ou par des milieux politisés indépendantistes occitans.

## Paroles
| Occitan (normalisé) | Français |
| --- | --- |
| Quand lo boièr ven de laurar (bis) Planta son agulhada A, e, i, ò, u ! Planta son agulhada. Trapa (Tròba) sa femna al pè del fuòc (bis) Trista e (Tota) desconsolada... Se siás (Se n'es) malauta diga z-o (bis) Te farai un potatge (una alhada). Amb una raba, amb un caulet (bis) Una lauseta magra. Quand serai mòrta enterratz-me (rebomb-me) (bis) Al pus fons (Al prigond) de la cròta (cava) Los pés virats (Met-me los pès) a la paret (bis) La tèsta a la rajada (Lo cap jos la canela) Los pelegrins (E los romius) que passaràn (bis) Prendràn d'aiga senhada. E diràn « Qual es mòrt aicí ? » (bis) Aquò es la paura Joana. Se n'es anada al paradís (bis) Al cèl ambe sas cabras (crabas). | Quand le laboureur revient de labourer (bis) Il plante le soc de sa charrue (l'aiguille) / ou son aiguillon A, e, i, o, u ! Il plante le soc de sa charrue / son aiguillon. Il trouve sa femme auprès du feu (bis) Triste et affligée... Si tu es malade dis le moi (bis) Je te ferai un potage. Avec une rave, avec un chou (bis) Une tranche de lard maigre ( 'lauseta' veut également dire 'alouette' ). Quand je serai morte enterrez-moi (bis) Au plus profond de la cave Les pieds tournés vers le mur (bis) La tête sous le robinet (du tonneau) Quand les pèlerins passeront (bis) Ils prendront de l'eau bénite. Et diront « Qui est mort ici ? » (bis) C'est la pauvre Jeanne. Elle est allée au paradis (bis) Au ciel avec ses chèvres. |

## Littérature
- 1999 : Le Christi[6], roman de René-Victor Pilhes. L'auteur donne dans ce roman une interprétation présumée historique du Chant du Bouvier (nom cité) comme l'hymne cathare. Le vers « A, e, i, ò, u » (onomatopées pour guider bœuf ou cheval de trait, à hue et à dia...) signifierait selon lui A.E.I.O.U. (Austriae est imperare orbi universo, La destinée de l'Autriche est de diriger le monde entier, en latin, monogramme et devise impérialiste des empereurs du Saint-Empire romain germanique, de la maison de Habsbourg et maison de Habsbourg en Espagne).